# Гей-икона
Гей-икона (англ. gay icon) — публичная фигура, которая приобрела статус культовой личности среди членов ЛГБТ-сообщества.

## Суть
В западном мире середины XIX века произошло становление культуры кумиров. Различные политические и идеологические течения, коммерческие предприятия создавали образы культовых личностей, чтобы вызывать обожание среди людей, привлекать и удержать сторонников. Культура потребления и индустрия развлечений создали быстро развивающийся рынок идолов. Этому в значительной степени способствовало развитие СМИ, которые успешно тиражировали новые популярные образы.
В этой атмосфере представители ЛГБТ, живущие в подавляющем их обществе, которое отрицало их любовь, криминализировало и ущемляло в правах, стремились уйти от реальности, выдумывая образы гей-икон, которые помогали отвлечься или преодолевать жизненные невзгоды, уйти от ограничений, созданных гетеросексистской культурной матрицей.
Критерии, по которым те или иные персоны были признаны культовыми, различны. Человек становился гей-иконой, потому что ЛГБТ-людям казалось, что его деятельность, состояние, чувства, образ мысли или внешность отражают их собственный пережитый опыт. Исторические персонажи, например, становились гей-иконами по причине указания некоторых историков на их гомосексуальную ориентацию. Большинство современных гей-икон имеют отношение к музыкальной или актёрской среде, поскольку эти сферы наиболее затрагивают личностные переживания и часто создают сопереживание.

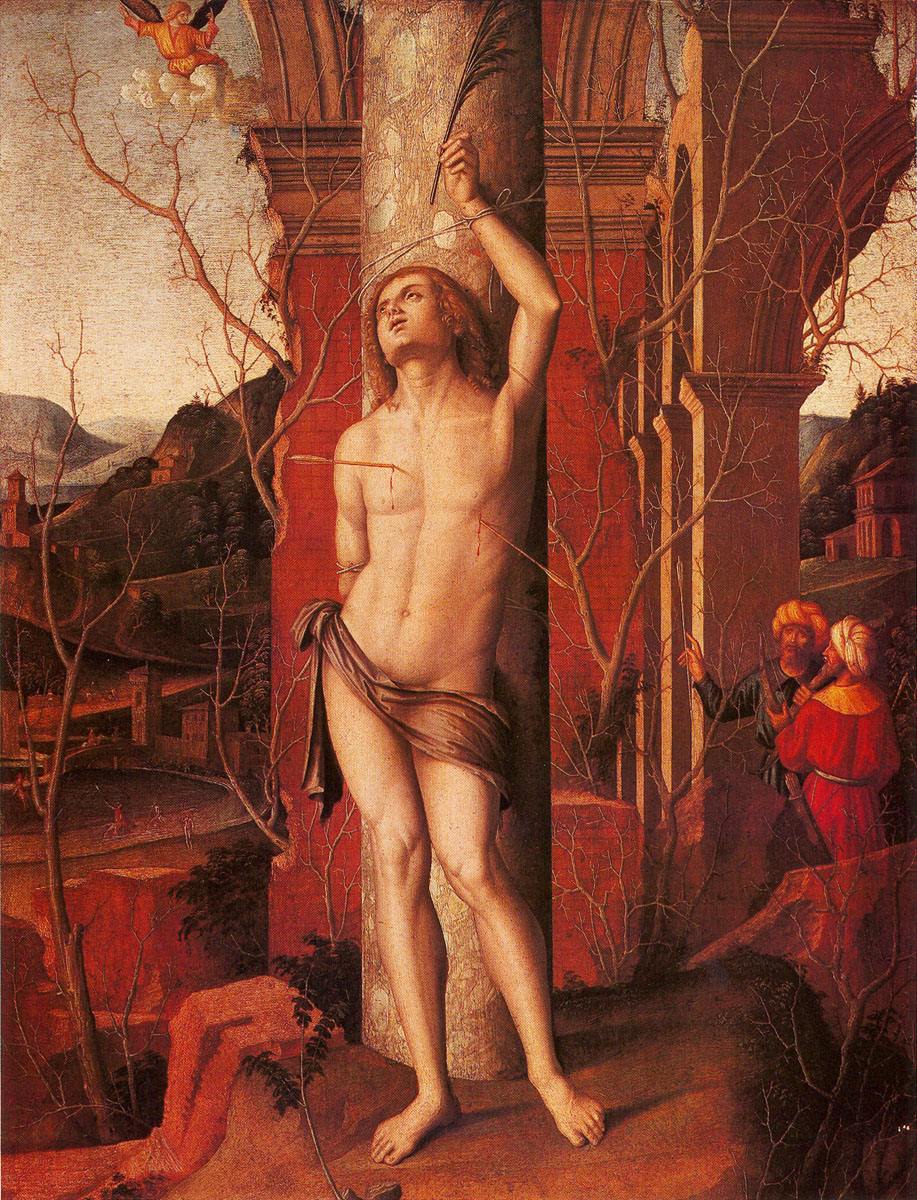
Марко Пальмеццано, Св. Себастьян. Ок. 1500. Городской музей изящных искусств, Будапешт

Часто такие образы имеют романтические или эротические переживания (гомоэротический образ Святого Себастьяна). При этом жесткое гендерное разделение ролей в обществе привело к тому, что симпатии мужчин-геев отдавались образам женщин, которые своей независимостью и остроумием преодолевали жизненные трудности и половую сегрегацию (Леди Гага, Барбра Стрейзанд, Шер, Мадонна, Тейлор Свифт.). Лесбиянкам также нравились образы сильных и независимых женщин. Другие становились иконами просто потому, что их яркий образ позволял забывать жизненные невзгоды, особенно если их история сопровождалась резким положительным переломом в жизни, чего так хотели многие ЛГБТ. Кроме того, иконами считаются открытые геи и лесбиянки, которые своим личным примером вдохновляли сообщество (Харви Милк, Стивен Фрай, Иэн Маккеллен, Элтон Джон). Также признание получили знаковые для истории и искусства люди, о которых было известно, что они геи (Оскар Уайлд, Уолт Уитман, Петр Чайковский).